# Кокавец, Михал
Михал Кокавец (словац. Michal Kokavec; род. 1 марта 1983 года, Жилина, Чехословакия) — словацкий хоккеист, играющий на позиции нападающего. Сейчас играет за родной клуб «Жилина» во второй словацкой лиге.

## Карьера
Выступал за «Эри Отерс» (ОХЛ), «Слован» (Братислава), ХК «Трнава», ХК «36 Скалица», МСХК «Жилина».
В составе национальной сборной Словакии провел 3 матчей. В составе молодежной сборной Словакии участник чемпионата мира 2003.
Является 5-кратным чемпионом Словацкой экстралиги (2003, 2005—2008).